# Psydrocercops wisteriae
Psydrocercops wisteriae är en fjärilsart som först beskrevs av Hiroshi Kuroko 1982.  Psydrocercops wisteriae ingår i släktet Psydrocercops och familjen styltmalar.
Artens utbredningsområde är Hongkong (Kina). Inga underarter finns listade.